# Piper pubirhache
Piper pubirhache är en pepparväxtart som beskrevs av C. Dc.. Piper pubirhache ingår i släktet Piper och familjen pepparväxter. Inga underarter finns listade i Catalogue of Life.